# Gloucester
Gloucester (/ˈɡlɒstər/ ⓘ) là một thành phố và quận tại tây nam Anh, là đô thị trung tâm của hạt Gloucestershire. Gloucester nằm gần với biên giới với Wales, trên sông Severn, giữa Cotswolds về phía đông và Rừng Dean về phía tây nam.
Gloucester được thành lập năm 97 sau Công Nguyên bởi người La Mã vào thời Hoàng đế Nerva dưới tên Colonia Glevum Nervensis. Về kinh tế, thành phố phụ thuộc nhiều vào công nghiệp dịch vụ, và phát triển mạnh về lĩnh vực tài chính và thương mại. Đây là nơi đặt trụ sở ngân hàng Cheltenham & Gloucester và về lịch sử từng nổi tiếng trong nhà công nghiệp máy bay.